# Kermes flavus
Kermes flavus är en insektsart som beskrevs av Liu in Liu och Shi 1995. Kermes flavus ingår i släktet Kermes och familjen eksköldlöss. Inga underarter finns listade i Catalogue of Life.